# Life Is Feudal: Your Own
 (novembre 2015).
Life Is Feudal: Your Own est un jeu vidéo de type sandbox développé par Bitbox, se plaçant dans l'univers du médiéval réaliste dans un monde fictif. Disponible en early access à partir de septembre 2014, le jeu est sorti le 17 novembre 2015 sur PC.
Il s'agit d'un jeu exclusivement en ligne, permettant de réaliser différents types de constructions.
En date du 18 juillet 2019, le jeu est devenu F2P (Free-to-play).